# 巴爾科姆 (伊利諾伊州)
巴爾科姆（英語：Balcom）是位於美國伊利諾伊州尤寧縣的一個非建制地區。該地的面積和人口皆未知。

## 地理
巴爾科姆的座標為37°24′47″N 89°12′22″W / 37.41306°N 89.20611°W，而該地的平均海拔高度為152米（即499英尺）。